# Ralph Teleki
Ralph Teleki, född 10 maj 1890 i Brașov, dåvarande ungerska Transsylvaninen numera Rumänien, död 1 maj 1982 i Stockholm, var en ungersk-svensk greve, målare, tecknare, grafiker och skulptör. 
Han var son till parlamentsledamoten Arved Teleki och konstnären Bella Teleki och från 1938 gift med Klara Teleki. Han fick sin första konstundervisning av sin mor och efter en tids universitetsstudier fortsatte han sina konststudier för Charles Giron i Lausanne 1913 och Paul Baudoüin i Paris 1914 samt vid avdelningen för grafik för Berthold Löffler vid Akademie der bildenden Künste Wien 1920 och konstakademien i Budapest 1921–1922. Han genomförde ett stort antal studieresor till bland annat Italien, Paris och München 1924–1932. Han var efter sina konststudier bosatt i Nagybánya i tio år men flyttade därefter Budapest där han var verksam som konstnär. I samband med Ungernrevolten 1956 flydde han till Sverige. Tillsammans med sin mor ställde han ut i Nagybánya, Kolosvár (Klausenburg), Bukarest och Budapest. Han medverkade i ett flertal ungerska samlingsutställningar och i Sverige ställde han ut separat i bland annat Stockholm och Öregrund. Bland hans offentliga arbeten märks vaxmålningen Urtidsvärld på Kollegium Hungricum i Berlin som delvis blev förstörd i samband med andra världskriget. Flera av hans landskapsmålningar från 1935–1944 köptes av Budapest stad och den ungerska staten men huvudparten av hans arbeten förstördes under andra världskriget. Hans konst består av porträtt, djurskildringar, landskap och stadsbilder med människor utförda i olja, pastell och teckning samt skulpturer i trä och andra material. Som illustratör utförde han etsningar till Krménys bok Storm på fjällen, linoleumsnitt till en antologi med transsylvanska sagor och pennteckningar till ett dussintal böcker. Teleki är representerad vid bland annat Nordiska museet i Stockholm.